# Thomas de Keyser
Thomas de Keyser (ca. 1596-1667) var en hollandsk portrætmaler og forhandler af belgisk blåsten og stenhugger, der var aktiv i den hollandske guldalder. Han var den mest eftertragtede portrætmaler i Holland indtil 1630'erne, hvor Rembrandt overgik ham i popularitet.
Rembrandt var påvirket af hans værker, og mange af Keyseres malerier blev senere fejlagtigt tilskrevet Rembrandt.

## Galleri
- Portræt af en sølvsmed
- Kaptajn Allaert Cloeck og løjtnant Lucas Jacobsz' militærkompagni. Rotgans (1632)
- Portræt af kvinde
- En musiker og hans datter, 1629, Metropolitan Museum of Art.
- Portræt (detalje) af Loeff Fredericx og hansas an ensign af Thomas de Keyser (1626)
- Cornelis de Graeff med hans kone Catharina Hooft og hans to sønner Pieter og Jacob de Graeff ved ankomst til Soestdijk. Jacob van Ruisdael og Thomas de Keyser, (1656/1660), National Gallery of Ireland